# ホスト相続しちゃいました
『ホスト相続しちゃいました』（ホストそうぞくしちゃいました）は、2023年4月18日から7月4日まで、毎週火曜 23時 - 23時30分に新設されたカンテレ制作・フジテレビ系列の連続ドラマ枠「火ドラ★イレブン」にて放送されたテレビドラマ。主演は本作が民放連続ドラマ初主演となる桜井ユキ。
叔父から相続したホストクラブのオーナーとなった女性が、一癖も二癖もあるホストたちと潰れかけのホストクラブを立て直していくオリジナルストーリー。

## あらすじ
34歳の本橋久美子は、広告代理店でコピーライターを志していたものの、営業として接待と新人指導に奔走していた。夢を諦め仕事に没頭する彼女だったが、ある日、母を亡くして以来家族として自身を支えてくれた叔父の本橋晃司が他界したという知らせを受ける。悲しみに暮れる暇もなく葬儀場に訪れた久美子は、そこで涙を流しながら棺に向かいシャンパンコールするイケメンたちの姿を見る。驚く久美子に、晃司の部下だったという直樹が声をかけ、晃司がホストクラブ「MAJEST」のオーナーであったことを伝えると、晃司の遺書を久美子に手渡す。遺書には、久美子にMAJESTを相続させると書かれていた。しかし久美子は「女の子を騙して金とるホストなんて無理」と拒絶。直樹の話では、MAJESTには「代表」のMasato、「総支配人」の如月武蔵、そして「社長」である自分の3人の幹部がおり、誰がオーナーになっても揉めるのだと言う。そこで中立的な立場であり、営業職で培った接待力、ハラスメント耐性、リーダーシップ、高い事務処理能力をあわせ持つ久美子が適任だと太鼓判を押す。会社員として普通に生きてきた久美子は、夜の世界に飛び込むことに足踏みするが、MAJESTのホストたちや、女性客である「姫」の姿を見て、少しずつ変化していく。

## キャスト

### MAJEST
久美子が相続する歌舞伎町のホストクラブ。
本橋久美子（もとはし くみこ）〈34〉
演 - 桜井ユキ（9歳時：松岡夏輝、高校時代：山木雪羽那）
主人公。中堅広告代理店の営業職。コピーライター志望。ある日、叔父の晃司から相続したホストクラブのオーナーとなる。
広告代理店の営業で培った接待力、ハラスメント耐性、リーダーシップに高い事務処理能力がホストクラブのオーナー向きと叔父に太鼓判を押されていた。
CAELUMの台頭によるMAJEST存続の危機に、志望していたコピーライターの内示を受けるも広告代理店を退職し、クラブの立て直しに専念し、「楽しくなきゃ、ホストじゃない」と企業理念を掲げ、姫が苦しんでいるときは踏み留まるようにと、ホストたちに訓示する。
最後はクラブの経営から手を引き、大手が手を出さない夜職の広告を専門に行う広告代理店「イブニングアド」を起業し、昼職と夜職をつなぐ架け橋となる。

直樹（なおき）〈34〉
演 - 三浦翔平（幼少期：佐藤遙灯）
クラブの三幹部の一人。肩書は「社長」。
半グレと関わりがあったとの噂もあるが、実際は元芸人で、相方の不祥事で解散したところを晃司にホストにスカウトされている。
幼少期の久美子と図書館で出会っており、褒め上手なので、彼女にコピーライターになることを勧める。当時は「まーくん」と呼ばれていた。
晃司が亡くなり天涯孤独になったと思っていた久美子をホストクラブの世界に導き、ホストという家族を作ってくれたと久美子に感謝され、プレイヤーを引退しようとしたタイミングでMAJESTのオーナーを彼女から託される。
Masato（マサト） / 悟（さとる）〈28〉
演 - 八木勇征（FANTASTICS）（中学時代：石田星空）
クラブの三幹部の一人。肩書は「代表」。ナンバーワンホスト。
父親を殺害したとの噂が流れたが、実際は、母の再婚相手である義父が母親を殴っていたのを止めると金属バットで襲いかかられたのでバットを取り上げて殴り返して重傷を負わせ、少年院に服役していた。
過去の暴行事件の件を承知でホストとして受け入れてくれた晃司に恩義を感じ、経営難のMAJESTに踏みとどまってくれていた。
横浜でホストクラブのオーナーをしていたが倒産させた苦い過去もあり、「好きな女ができたらもうホストをできない」と、久美子に告白しつつ、MAJESTのオーナーを譲るように持ち掛けるが、色営と思われたため、冗談で言ったとごまかす。しかし、直樹のプレイヤー引退の日にMAJESTに来店した久美子の見送りをした際、彼女から好きと告白され、常識にとらわれず生きるよう昼職の仕事に誘われる。
夜空流星（よぞら りゅうせい） / 肇（はじめ）〈19〉
演 - 宮世琉弥
新人ホスト。名門・慶明大学の現役生。子犬系小悪魔男子。
最終話ではナンバー2のホストに成長する。
神童ルイ（しんどう ルイ） / 夏美〈24〉
演 - 鈴木ゆうか
男装のホスト。女性が好き。Masato派。
Masatoが王子様のように姫をメロメロにさせる接客に憧れ、女性が好きなことから女の子にモテて、喜ばせるようなホストになりたいと晃司に志願し、採用されている。
最終話では久美子の言葉を信じて頑張りぬき、ナンバー1のホストとなる。
GAKU（ガク）〈34〉
演 - 笠原秀幸
昼は人材会社の派遣社員で、夜は「MAJEST」で働く副業ホスト。指名がかからず、売上げが万年最下位。
ナッシーとは野球部の仲間で、司法試験に落ちて妻からも見捨てられたところを、彼からホストの仕事に誘われた。
ホストを辞めようとするが、久美子の助言で父営（娘に接するように姫に接客する）を始め、売上1位を記録して踏みとどまる。
ナッシー〈34〉
演 - 坂口涼太郎
「MAJEST」で黒服として働くホールスタッフ。
新卒採用された会社で精神を病み、2年休職し働き口がなくなったところを晃司に採用されている。
小田切翔（おだぎり しょう）〈24〉
演 - 川本光貴
若手ホスト。流星のヘルプ。流星が姫を呼んでおきながらヴォリーダ（飾りボトル）を売上ないことを罵る。
「姫が苦しんでいるときは踏み留まるように」と企業理念を掲げる久美子に、売上が苦しくなるので厳しいのではと疑問を投げかける。
佐伯千里
演 - 竹田光稀
ホスト。
藤原元成
演 - 真﨑傑
ホスト。
神尾ヒロト
演 - 竹村浩翔
ホスト。
如月武蔵（きさらぎ むさし）〈29〉
演 - 兼近大樹（EXIT）
クラブの三幹部の一人。肩書は「総支配人」。本名は田中守（たなか まもる）。
17歳で両親を亡くし、定職に就かずに荒んだ生活を送っていたが、晃司にホストにスカウトされる。
刃傷沙汰以降、消息を絶っていたが、CAELUMに源氏名ムーンライトとして勤務していた。
指名客の莉奈にホストとしてでなく純粋な気持ちで好意を持つが、彼女が自分に貢ぐためにパパ活まで始めホス狂いにさせ、罪悪感を感じる。
困難から逃げることを止め、晃司からもらった「如月武蔵」の名前でMAJESTでやり直すため、暴行をうけるがCAELUMを足抜けする。
本橋晃司（もとはし こうじ）〈享年55〉
演 - 杉本哲太
久美子の叔父で「MAJEST」のオーナー。故人。
三幹部の誰がオーナーになっても揉めることを見越し、第三者で中立的な立場である姪の久美子をオーナーに指名する遺書を残す。
死後、5千万円の借金を残していたことが判明する。

### CAELUM
歌舞伎町屈指のホストグループ。MAJESTと同じビルに進出したライバル店。
エル
演 - 西山潤
CAELUMのオーナー。仁義を通さず如月を引き抜いたことを直樹に抗議される。
互いの店にホストが乗り込み、ホーム・アンド・アウェーで1本200万円の飾りボトルの売上対決をMAJESTに持ち掛ける。

### 東亜アドエージェンシー
久美子が勤務する広告代理店。
西野莉奈（にしの りな）〈26〉
演 - 志田彩良
久美子の会社の後輩。コピーライター。MAJESTに通うようになる。
CAELUMに来店した際、如月から久美子がMAJESTのオーナーと明かされ、広告代理店と兼業する彼女を非難する。
久美子が退社したため営業職に回され、仕事のストレスもありCAELUMのライト（如月）にのめり込み、退社してパパ活をして彼に貢ごうとする。
ホス狂いにさせた罪悪感からライトから避けられるようになり、ビルからの飛び降り自殺をほのめかし、ホス狂いで疲弊した心労を吐露するが、久美子に「私がいる」と寄り添われ、思い留まる。

尾田秀雄（おだ ひでお）〈43〉
演 - 西ノ園達大
クリエイティブディレクター。
岡村明見（おかむら あけみ）〈41〉
演 - 吉本菜穂子
久美子の上司。退職しクライアントとなった久美子から、MAJESTのリブランディングの依頼を受ける。
桐沢
演 - 朝井大智（第5話 - ）
ロサンゼルスから帰国した久美子の同僚で元交際相手。
新規のクリエイティブチームで、久美子にコピーライターのオファーをかける。
退職しクライアントとなった久美子から、MAJESTのリブランディングの依頼を受け、関東テレビとのコネクションを使い男装ホストのルイを店の看板にするメディア広告を仕掛ける。

### ゲスト

#### 第1話
咲
演 - 坂口風詩（第9話）（幼少期：尾杉麻友）
Masatoの妹。ホストに入れ込んでいる。Masatoの異父妹であるが、そのことは伏せられている。
七尾愛由美（ななお あゆみ）
演 - 矢野優花（第2話）
如月の腹部を刃物で刺した姫（女性客）。
記者
演 - 志田美由紀（第2話）

裁判長
演 - 林和義（第2話）
歌舞伎町ホスト殺人未遂事件の裁判長。

#### 第3話
みちる
演 - 長南舞（第6話・第9話）
Masatoの指名客。Masatoが殺人犯との噂が広まると、一度彼の元を離れていくが、直樹が姫たちに声掛けしたことで、過去にMasatoに何があっても応援すると宣言する。
麗華
演 - 八鍬有紗（第9話）
男装してホスト勝負をする久美子（金野モジャ）にシャンパンを入れるが、Masatoが本指名の客のため、彼の売上になる。
後日、Masatoが殺人犯との噂を本人に確認すると、お前に何の関係があるのかと睨まれたため、コップの水を彼に浴びせかけ退店する。
ありさ
演 - 片岡沙耶（第10話・最終話）
久美子（金野モジャ）の指名客。デリヘル嬢。
ホス狂いはホストが姫に貢がせるために風俗をやらせるだけでなく、自分のように、もともと風俗嬢が居場所を見つけるためにホストに貢いでいる場合もあると久美子に教える。
最終話では久美子が起業した広告代理店「イブニングアド」で働くようになる。

#### 第4話
夏目瞬
演 - 野村康太（第9話 - 第11話）
MAJESTが採用した新人ホスト。デビュー当日、姫をもてなすどころか横柄な態度をとり、怒らせてしまう。
接客マナーを教えていた流星に急にキレだし、ビール瓶で彼の額を殴打し、負傷させ、寮から逃げてしまう。
虐待していた母の腹部を刺し、殺害してしまった過去をMasatoが調べ上げられるが、解雇されず、久美子に姫（女性客）の良いところを見つけ褒めるよう指導されると、接客マナーを改め、姫を褒めるようになる。最終話では「リーダー」の役職がついている。
林英治
演 - 宮田龍樹
MAJESTの新人ホスト応募者。履歴書無しで面接を受けるが採用される。入店の報奨金を受け取ると、すぐに辞めてしまう。
小西 / DT
演 - 富樫慧士
MAJESTの新人ホスト応募者。童貞であったが、採用される。
童貞（ドーテー）をもじって源氏名をDT（ディーティー）と名付けられる。途中でMAJESTを辞めてしまう。
宮崎
演 - カイ（超特急）
MAJESTの新人ホスト応募者。動画配信でホストに興味を持ったと面接で話し、採用される。
じんぐうじあり
演 - ロドリゴ
MAJESTの新人ホスト応募者。寮があると聞き応募し、あきらかに偽名を使っているが採用される。
東堂快彦（とうどう よしひこ）
演 - 秦健豪
東亜アドエージェンシーの新卒採用に応募した就活生。
中野陽子（なかの ようこ）
演 - 石井薫子
東亜アドエージェンシーの新卒採用に応募した就活生。コピーライター志望。
吉川葵
演 - 奥村佳代
夏目の指名客。夏目に横柄な態度で接客され怒って退店しようとするが、直樹になだめられる。
珠希、和実
演 - 小野寺ずる、寺田みなみ
Masatoと夏目の接客を受ける姫。珠希は夏目から声を褒められる。

#### 第5話
浜岡水穂
演 - 菊地姫奈
流星の幼なじみ。1浪して彼と同じ慶明大学に入学する。
流星からホストと明かされ、MAJESTに来店する。
佑美
演 - 金井美樹
流星の指名客。流星の色恋営業でホテルでアフターを共にするが、翌朝、水穂と出くわした流星が交際相手でないと弁明したことに冷めて帰ってしまう。
流星の男友達
演 - 加部亜門、幹大
流星の慶明大学の友人。

#### 第6話
夢芽
演 - 沼田明莉
GAKUの娘。将来の夢は姫になることとGAKUに教え、Masatoのことを王子と言って、彼に懐く。
香緒
演 - 佐倉花怜
GAKUの指名客。色恋営業や枕営業を仕掛けず、娘に接するように接客するGAKUを信じ、悩み事を相談する。

#### 第8話
東亜アドエージェンシーの営業
演 - イワゴウサトシ
久美子が辞めたことで営業職に回された西野に、関東テレビの接待の店選びができていないことを注意する。
CAELUMのホスト
演 - 菅野郁弥
太客に焼きもちを焼かせ、高額なシャンパンを買わせるようにエルから教育される。
ディレクター
演 - 池村匡紀
関東テレビのディレクター。男装ホストのルイの密着取材を行う。
ルイの指名客
演 - 神鳥美唯、髙橋那菜子
テレビに出演したルイを見て、MAJESTに来店し、ルイを指名する。
まこ
演 - 権藤ゆかり
流星の指名客。流星から「俺に投資しろよ」とオラ営業をかけられる。

#### 第9話
美憂
演 - 浜崎香帆
流星の指名客。CAELUMのムーンライト（如月）の昇格祭の盛り上がりに、指名を乗り換えようかと流星を冗談で脅す。
Masatoの母
演 - 蜂谷眞未
娘の咲の誕生日に、再婚相手の夫に殴られていたことから、中学時代のMasatoに助けられる。
Masatoの義父
演 - 坂中久志
Masatoの母の再婚相手。Masatoの母を殴っていたのをMasatoに止められると金属バットを持ち出し彼を殴ろうとするが、バットを取り上げられ、逆に殴られ負傷する。
Masatoの弟
演 - 田中寛人
Masatoの異父弟。父親と中学時代のMasatoが争う様子に怯える。

#### 第10話
ホス狂いの姫たち
演 - 有岡紗香、白瀬南美
貢いでいたホストに冷たくあしらわれ、本人や、看板の写真に怒りをぶつける。
桜子
演 - 新原ミナミ
ジャーナリスト。MAJESTのルイの指名客として潜入し、CAELUMのホス狂いの姫が飛び降りたのを、「同姓として、ホストが女を食い物にしたことをどう思うか？」と取材する。

#### 第11話
えみ
演 - 新関碧
Masatoの指名客。Masatoがシャンパンをせがまず、ナンバーが落ちることを心配する。
ホス狂いの女性
演 - 本田美羽
日中、ホストのタクマと歓楽街で揉める。
ホス狂いの女性
演 - 松本いさな
日中、ホストクラブの前で泣き崩れていたところを久美子からハンカチを渡されるが、「うせろババア」と吐き捨てて走り去る。

#### 最終話
男性
演 - 安住啓太郎
イブニングアドで就活面接を受け、久美子に採用される。

## スタッフ
- 脚本 - 中村允俊[1]
- 音楽 - 王舟[1]
- 主題歌 - 超特急「Call My Name」（SDR）[38]
- オープニング曲 - 石川花「Touch my heart」（SONIC GROOVE）[39]
- 演出 - 日暮謙[1]、木内健人[1]
- チーフプロデューサー - 河西秀幸[1]
- プロデューサー - 三方祐人[1]、山本喜彦[1]、布施等[1]
- 制作協力 - MMJ[1]
- 制作著作 - 関西テレビ

## 放送日程
| 放送回                                                                      | 放送日  | サブタイトル                           | サブタイトル                          | 演出     | 視聴率 |
| 放送回                                                                      | 放送日  | 本放送                                 | その他                                | 演出     | 視聴率 |
| --------------------------------------------------------------------------- | ------- | -------------------------------------- | ------------------------------------- | -------- | ------ |
| 第1話                                                                       | 4月18日 | フツー会社員イケメン束ねオーナーに!?   | フツー会社員が新オーナーに            | 日暮謙   | 2.5%   |
| 第2話                                                                       | 4月25日 | ホスト、姫に刺される                   | 幹部ホスト姫に刺されオーナー窮地      | 日暮謙   | 2.6%   |
| 第3話                                                                       | 5月02日 | 男装してホスト挑戦!                    | 男装ホスト挑戦 マサトの罠と（秘）本心 | 日暮謙   | 2.4%   |
| 第4話                                                                       | 5月09日 | ホストの採用面接!                      | ホスト採用面接 No.1ホストの甘い罠     | 日暮謙   | 2.7%   |
| 第5話                                                                       | 5月16日 | ホストたちの”ガチ恋”                   | ホスト恋愛事情 子犬系ホス淡い初恋     | 木内健人 | 1.9%   |
| 第6話                                                                       | 5月23日 | キャラ迷走副業ホスト 涙の退職願        | キャラ大迷走!副業ホス涙の退職願       | 木内健人 | 2.1%   |
| 第7話                                                                       | 5月30日 | 幹部ホスト直樹…過去の真実              | 幹部ホス（秘）過去 オーナー失格でクビ | 木内健人 | 2.5%   |
| 第8話                                                                       | 6月06日 | VSライバル店…対決イベント開幕!         | No.1ホストVS幹部ホスト 恋の火花       | 木内健人 | 2.5%   |
| 第9話                                                                       | 6月13日 | No.1ホストが殺人犯…!?悲しい過去        | No.1ホスト実は殺人犯?悲しい過去       | 日暮謙   | 2.2%   |
| 第10話                                                                      | 6月20日 | ホストの業…泥沼ホス狂いを救え          | 飛び降りの真相 No.1ホスキスの意味     | 日暮謙   | 1.9%   |
| 第11話                                                                      | 6月27日 | 夢あるが未来ない…ホスト変えろ!         | 業界に改革を!No.1ホス本心に迫る       | 日暮謙   | 2.0%   |
| 最終話                                                                      | 7月04日 | 仕事も恋も…「とりあえず、転がり込め!」 | No.1ホス告白 オーナーの答えは?        | 日暮謙   | 2.3%   |
| 平均視聴率 2.3%（視聴率はビデオリサーチ調べ、関東地区・世帯・リアルタイム） |         |                                        |                                       |          |        |

## 受賞
- 23年度「第26回日刊スポーツ・ドラマグランプリ」春ドラマ選考[43]
  - 助演男優賞 - 八木勇征